# Энгадинская железная дорога

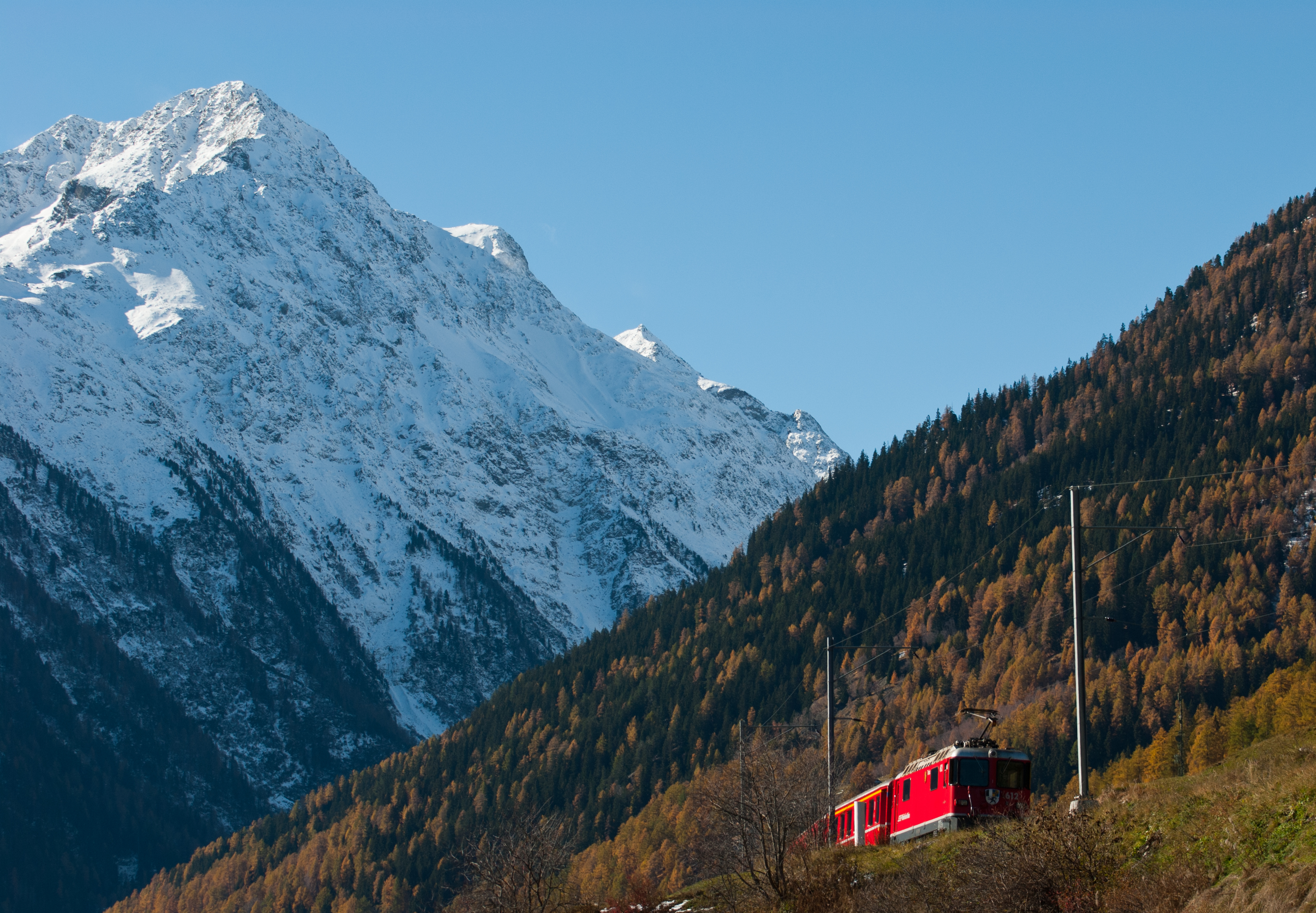

Энгадинская железная дорога — Швейцарская узкоколейная железная дорога, часть Ретийской железной дороги(RhB), соединяет населённые пункты долины Нижний Энгадин с линиями Альбула и Бернина в Верхнем Энгадине. Принадлежит к так называемой основной линии RhB, так что пикет отсчитывается от Ландкварта.
Проходит от Понтрезины (Пересадка на линию Бернина) в Верхнем Энгадине до Скуоль-Тараспа в Нижнем. На перегоне Самедан — Бевер делит путь с линией Альбула.

## История
После завершения строительства линии Альбула Кантон Граубюнден и, среди прочих, федеральные военные власти очень желали строительства железнодорожной линии через Энгадин. 27 июля 1903 RhB поручило профессору Фридриху Хеннингсу, который уже построил железную дорогу Альбула, разработать проект, который предусматривал финансово реализуемый маршрут через Энгадин. После разработки этого проекта, агентство Loste в Париже вместе с старшим инженером Питером Saluz приступило к детальному планированию, основанному на планах профессора Хеннинга. В 1907 году был представлен проект, который предполагал 49,5 км пути с, в общей сложности, 17 тоннелями и 55 крупными мостами. Ганс Studer, который построил виадук Wiesener, руководил работами на участке Bever — Цернец. На участке Цернец — Скуоль — инженер-строитель Якоб Г. Золлингер.
Участок между Понтрезиной и Самеданом был открыт 1 июля 1908 года, вместе с перегоном Понтрезина-Мортерач Бернинской железнодорожной компании. До 1 июля 1909 года, он был единственной связью между главной линией RhB и Бернинской железной дорогой.

### Строительство

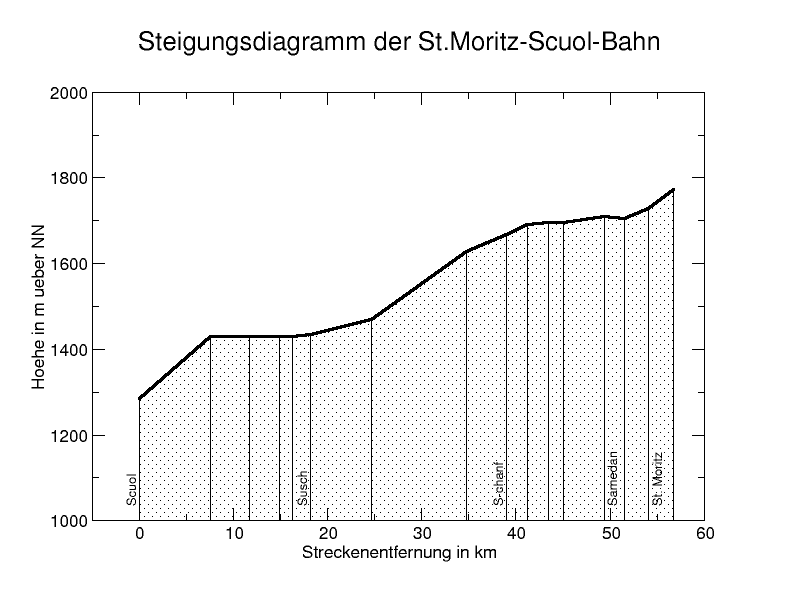
Диаграмма высот

Весной 1909 года началось строительство по всему маршруту. Первоначально оно должно было быть завершено в начале лета 1912 года, но инженеры и рабочие столкнулись с неожиданными проблемами в туннелях между Guarda и Скуоля. В то время как весной 1912 между Bever и Guarda шла укладка пути, шахтеры боролись с необычным горным давлением, сыпучими слоями породы и попаданием воды в туннель. Но в конце концов Magnacun(1909 м) и Tasna (2350 м) были завершены в июне / июле 1912 года. Строительным рабочим удалось завершить кладку и оснащение до апреля 1913. 28 /29 Июня 1913 был торжественно открыт маршрут.

### Электрификация
Электрические испытания на ветке Шпиц — Фрутиген, проведённые BLS, вызвали у Ретийской железной дороги интерес к новому виду тяговой технологии с использованием однофазной сети переменного тока. RhB решили, что находящийся в стадии строительства маршрут будет использован в качестве испытательного полигона для однофазного переменного тока. Так линия Нижнего Энгадина работает на электричестве с самого открытия.

## Маршрут

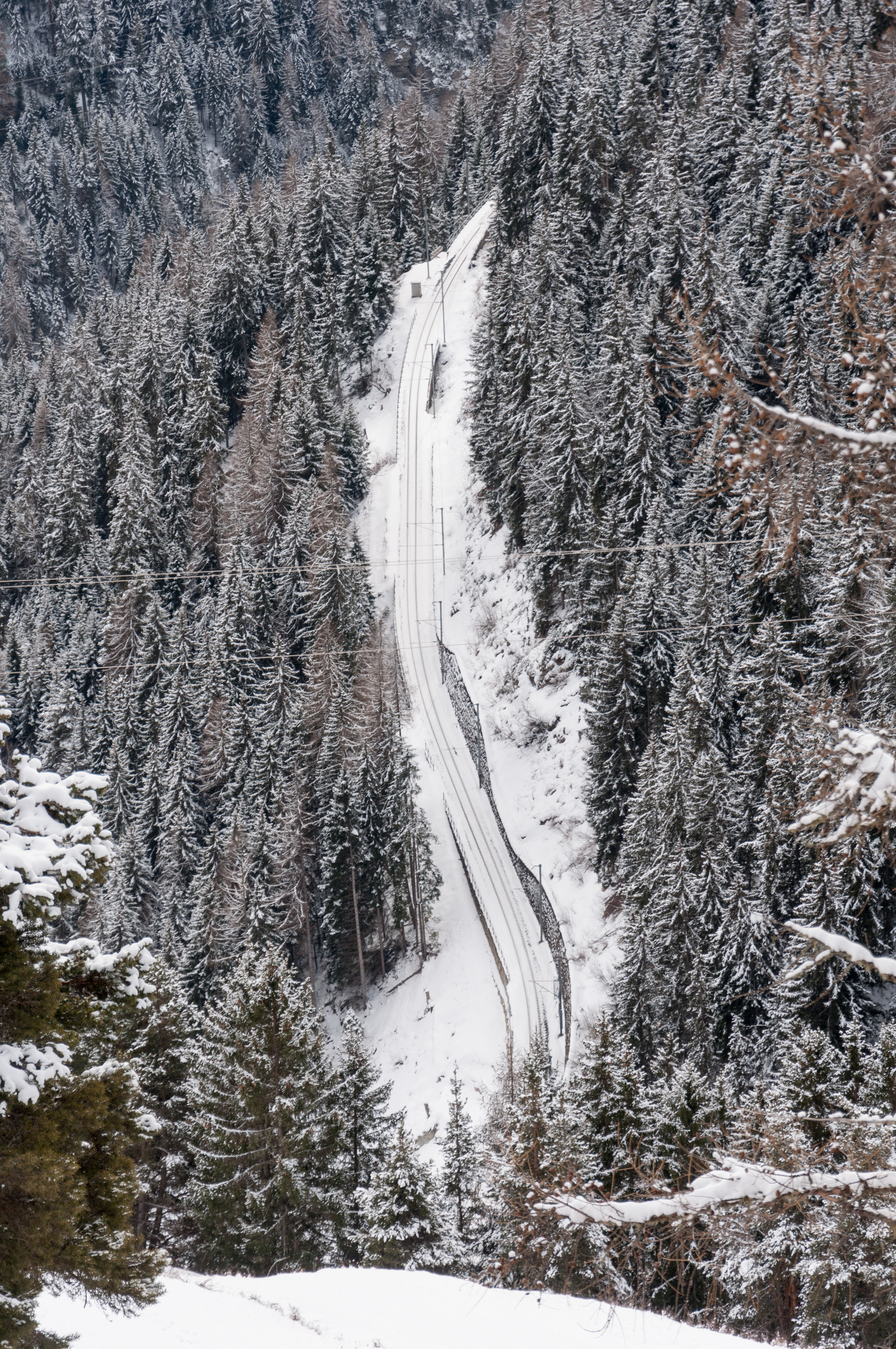

Железная дорога начинается на вокзале Понтрезины, через который проходит линия Бернина. Часть поездов, в том числе знаменитого Бернина Экспресса, которые следуют в Кур или Давос переходят здесь с Бернинской линии на Эндангинскую. Далее линия идёт через станцию Punt Muragl в Самедан, где встречается с линией Альбула, идущей из Санкт-Морица. Расписание поездов обеих линий синхронизировано так чтобы пассажиры из Санкт-Морица могли пересесть на поезда в Энгадин и обратно. На перегоне Самедан — Бевер обе линии идут по одному пути.

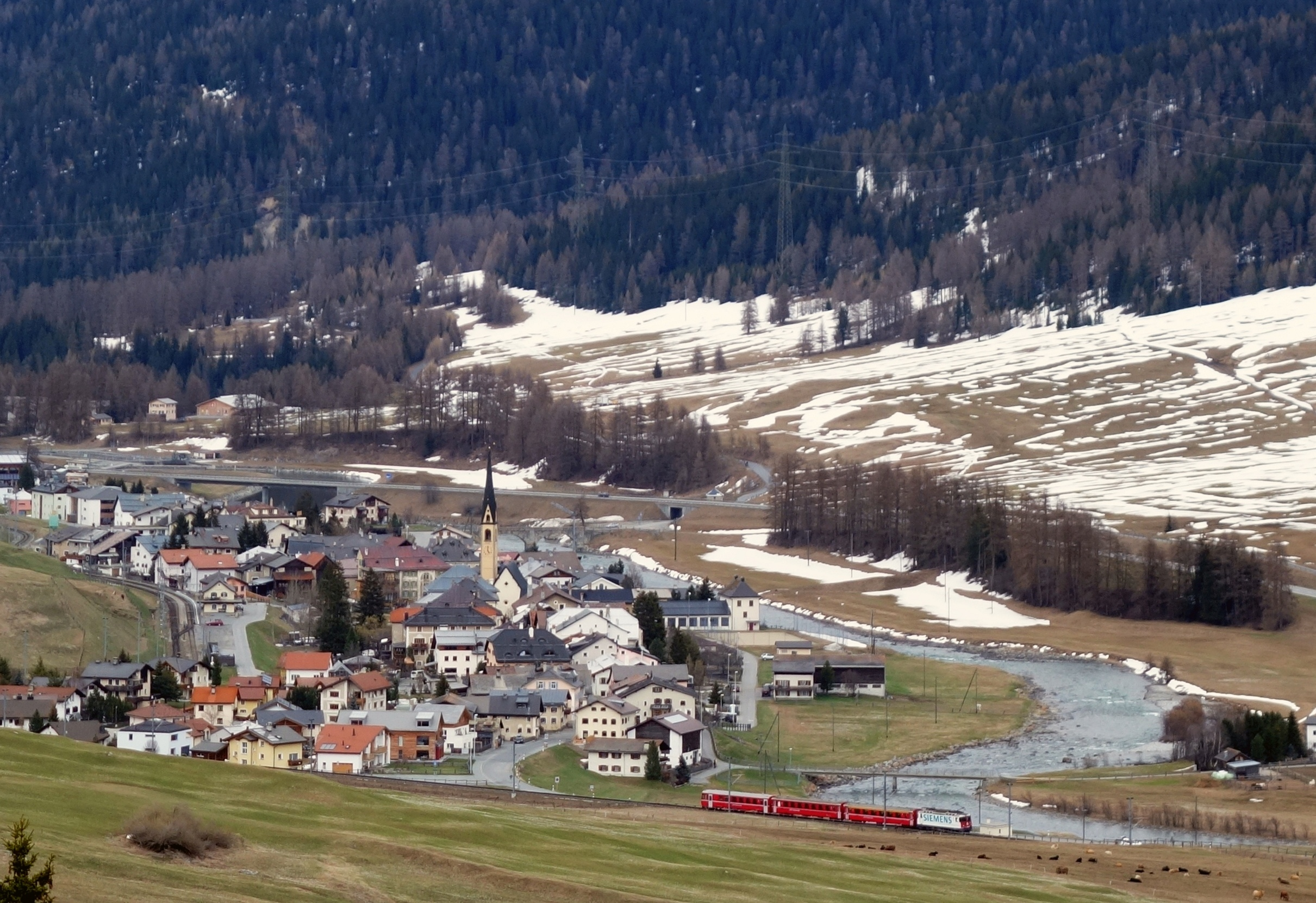
С-чанф

От станции Бевер, где линия Альбула из Самедана / Санкт-Морица отходит в направлении к Филизуру/ Тузис / Куру, маршрут проходит по левой стороне долины Верхний Энгадин с уклоном 20 ‰ через станции Ла-Пунт-Чамуэшч, Мадулайн, Цуоц и С-чанф до Cinuos-chel-Brail. Между С-чанфом и Cinuos-chel-Brail расположена на 107,4 километре, остановка С-чанф марафон, которая обслуживается только зимой и летом на спортивных событиях. После станции Cinuos-chel-Brail линия пересекает Инн по знаменитому 113-метровому виадуку Innviadukt. Таким образом, она перемещается в правую сторону долины, где маршрут, проходя через несколько инженерных сооружений, туннелей, и разъезд Каролина, приходит в Цернец. Перед Цернецем маршрут по большой петле преодолевает естественную разницу в высоте между Верхним и Нижним Энгадином. После Цернеца линия возвращается по большому стальному мосту на левую сторону долины, где спускается с постоянным уклоном 20 ‰ через несколько небольших туннелей к Сушу. Вскоре после станции Суш ответвляется соединительный туннель (Sasslatsch II, 277 м) в туннель Vereina. Линия Нижнего Энгадина продолжается вдоль склона долины и приходит к северному порталу Vereina и на станцию Sagliains, которая находится рядом со станцией для автомобильных поездов через туннель Vereina. Sagliains не имеет выхода и служит только для пересадки между пассажирскими поездами, часть из которых уходит в туннель. После станции Sagliains маршрут продолжается по станциям Лавин, Гуарда, Ардец и Фтан, через несколько небольших тоннелей, длинные туннели Tasna и Magnacun туннелей и несколько виадуков до железнодорожного вокзала Скуоля-Тарасп.

## Станции

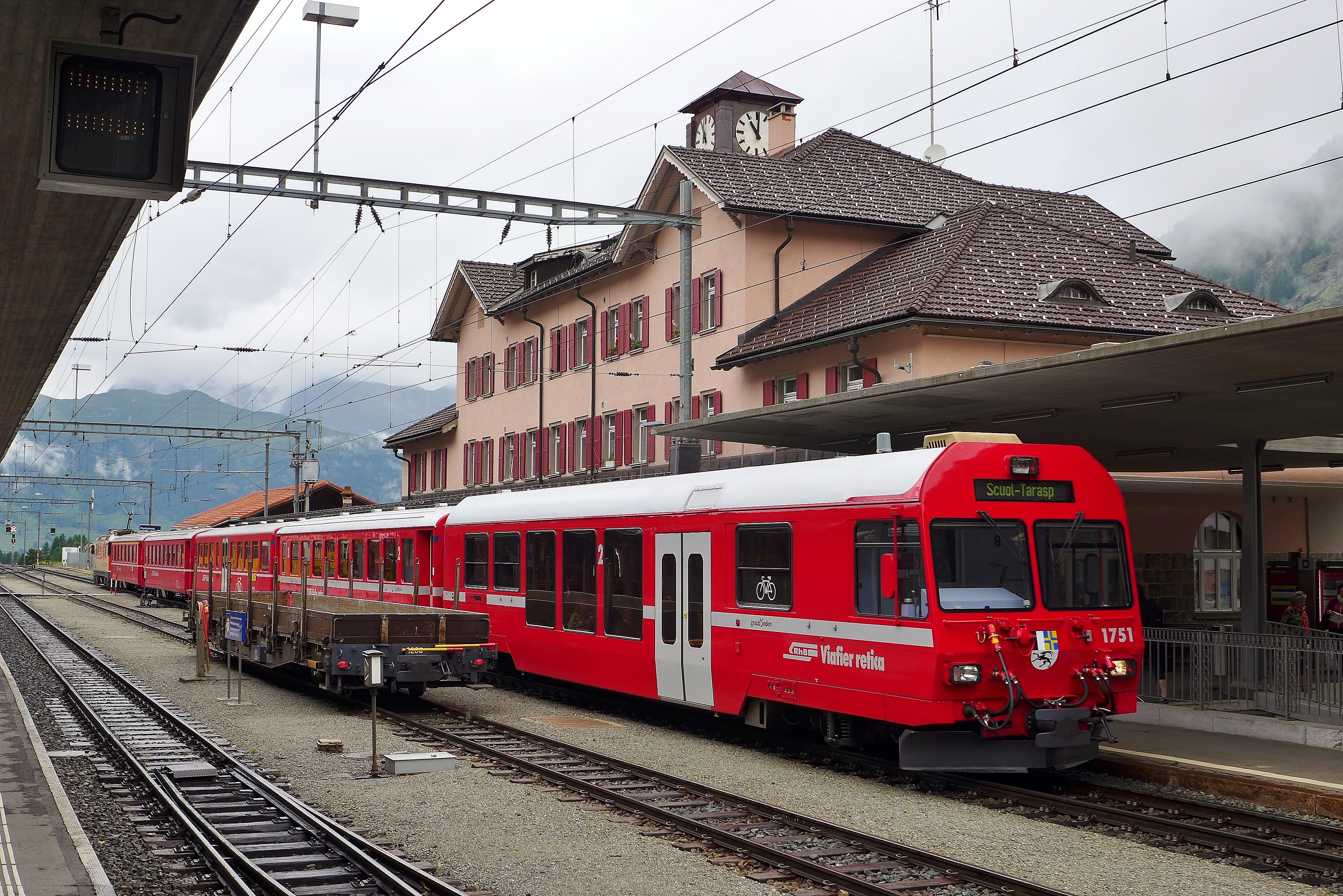
Поезд на Скуоль-Тарасп на вокзале Понтрезины

### Понтрезина
Пересадочная станция с Бернинской железной дорогой. Из-за разных систем электрификации на линиях станция двусистемная. Энгадинская линия использует пути с 1 по 3, в то время как Бернина — с 3 до 7. На пути 3 происходит смена локомотивов для знаменитого Бернина экспресс, который работает между Куром или Давос-плац и Тирано.

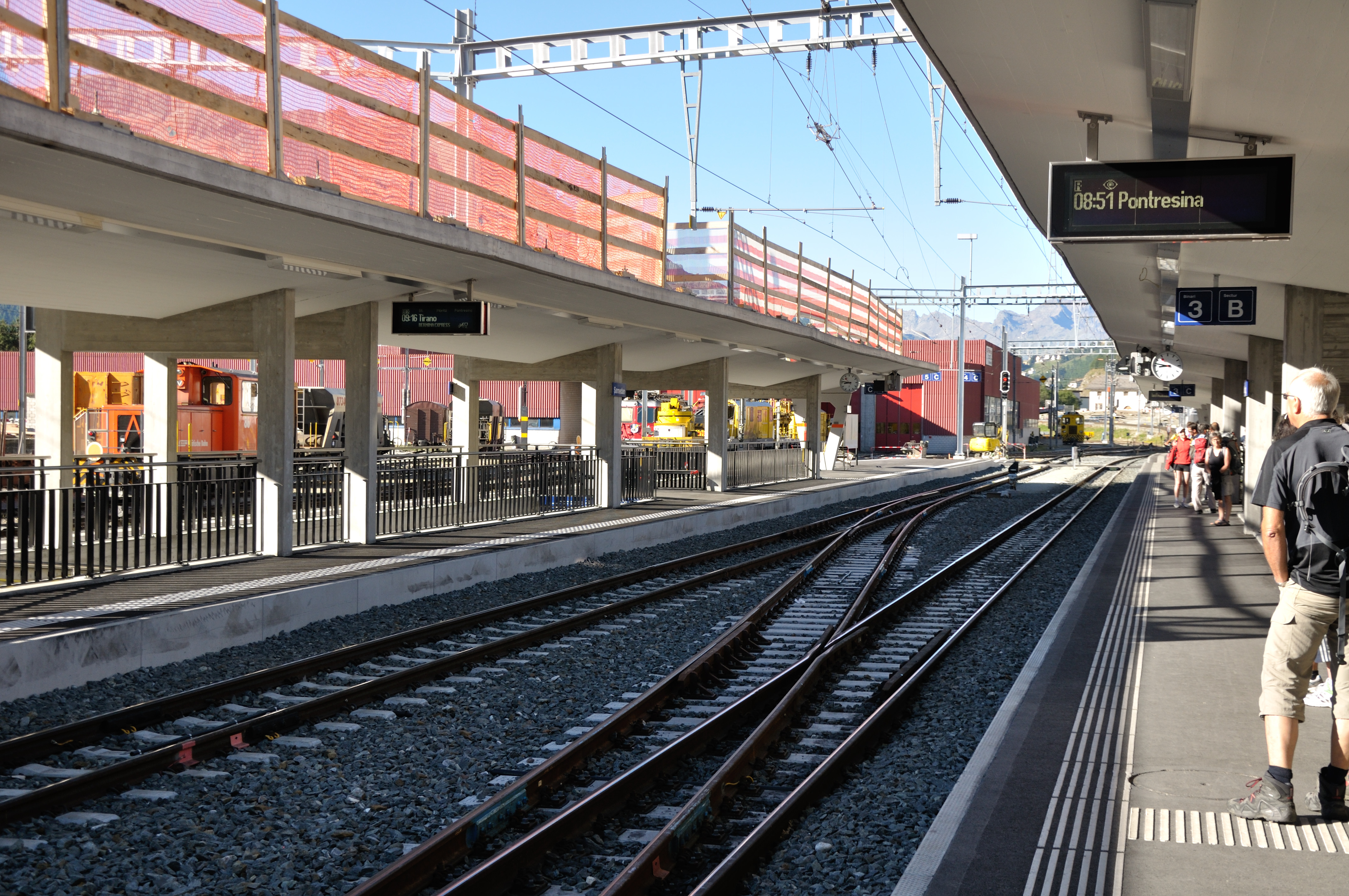
Вокзал Самедан

### Самедан
Пересадочная станция с линией Альбула. Расписание поездов обеих линий синхронизировано — поезда Санкт-Мориц — Кур проходят станцию за пять минут до поездов из Понтрезины в Скуоль-Тарасп, что позволяет пассажирам из Санкт-Морица быстро и удобно пересесть. В обратном направлении поезда Энгадинской линии идут раньше поездов Альбулы.

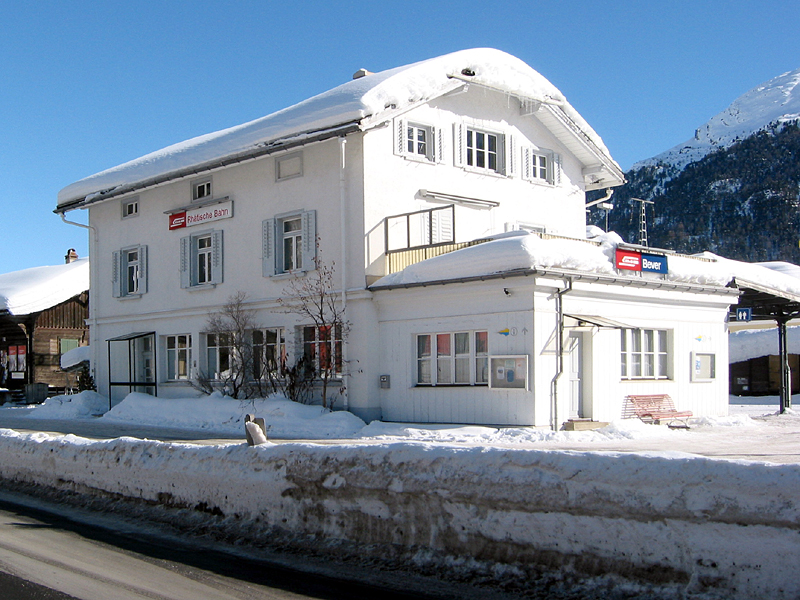
Вокзал Бевер

### Бевер
На железнодорожной станции Бевер разделяются линии Альбулы(Кур — Санкт-Мориц) и Энгадина. Она, как и город Бевер, лежащий юго-западнее, расположены на высоте 1708 м над уровнем моря. На станции останавливаются только пассажирские поезда линии Энгадина. Альбула-экспрессы (Региональный экспресс Кур — Санкт-Мориц) не имеют остановки в Бевере.

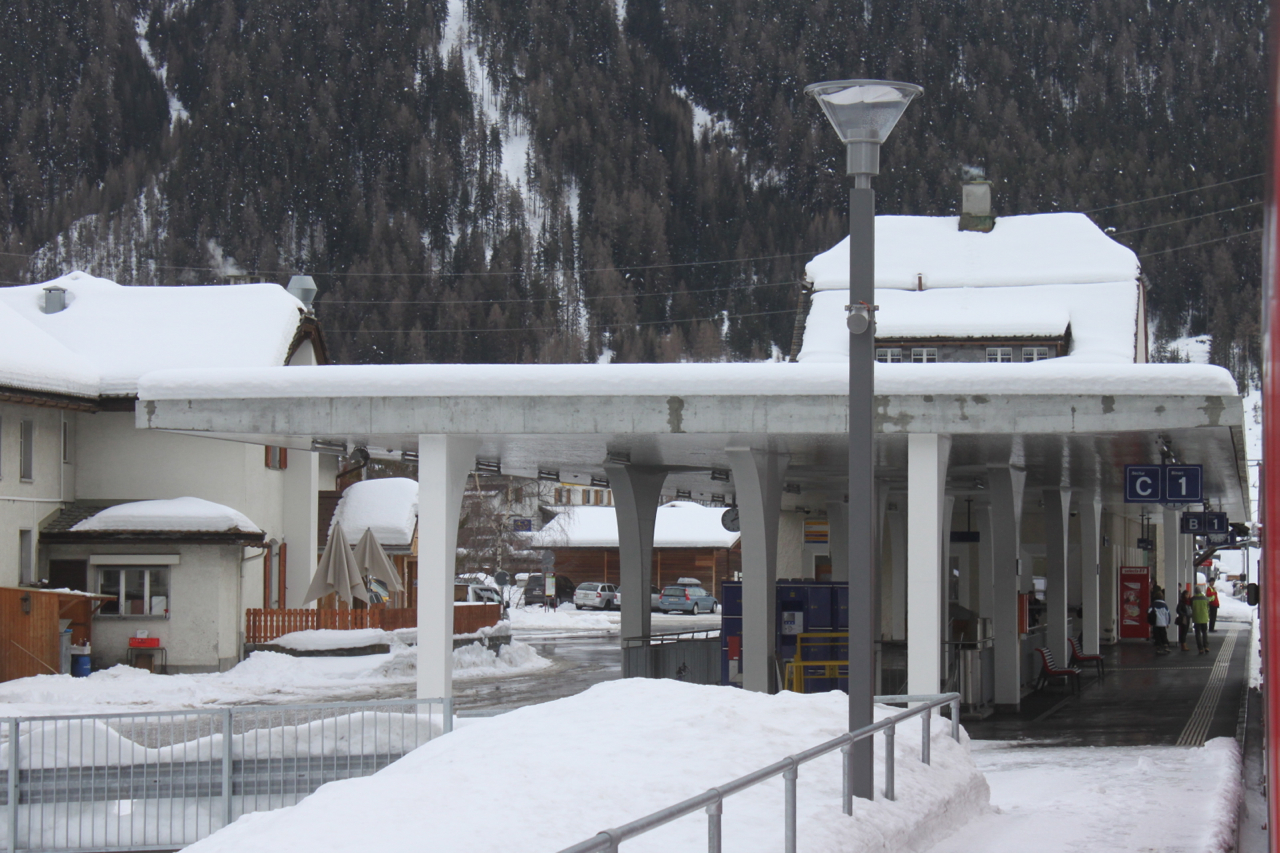
Вокзал Цернец

### Цернец
Станция Цернец лежит на северо-западной окраине одноимённого поселения, на высоте 1471 м. Железнодорожный вокзал Цернец имеет большое транспортное значение. В Цернеце останавливаются все поезда, здесь находится пересадка на почтовые автобусы через перева́л Фуо́рн в долину Валь Мюстаир (ромш. Val Müstair) до Мюстаира, Санта-Мария и Маллес-Веносты в Италии, где, в свою очередь, находится вокзал железной дороги Финшгау на Мерано и Больцано. Точно так же, летние почтовые автобусы на Давос отправляются из Цернеца. Грузовые перевозки также играет большую роль в Цернеце. Регулярные грузовые поезда привозят контейнеры, перегружаемые на грузовики, идущие в Валь Мюстаир. Многие товары из центрального Энгадина загружаются в Цернеце.

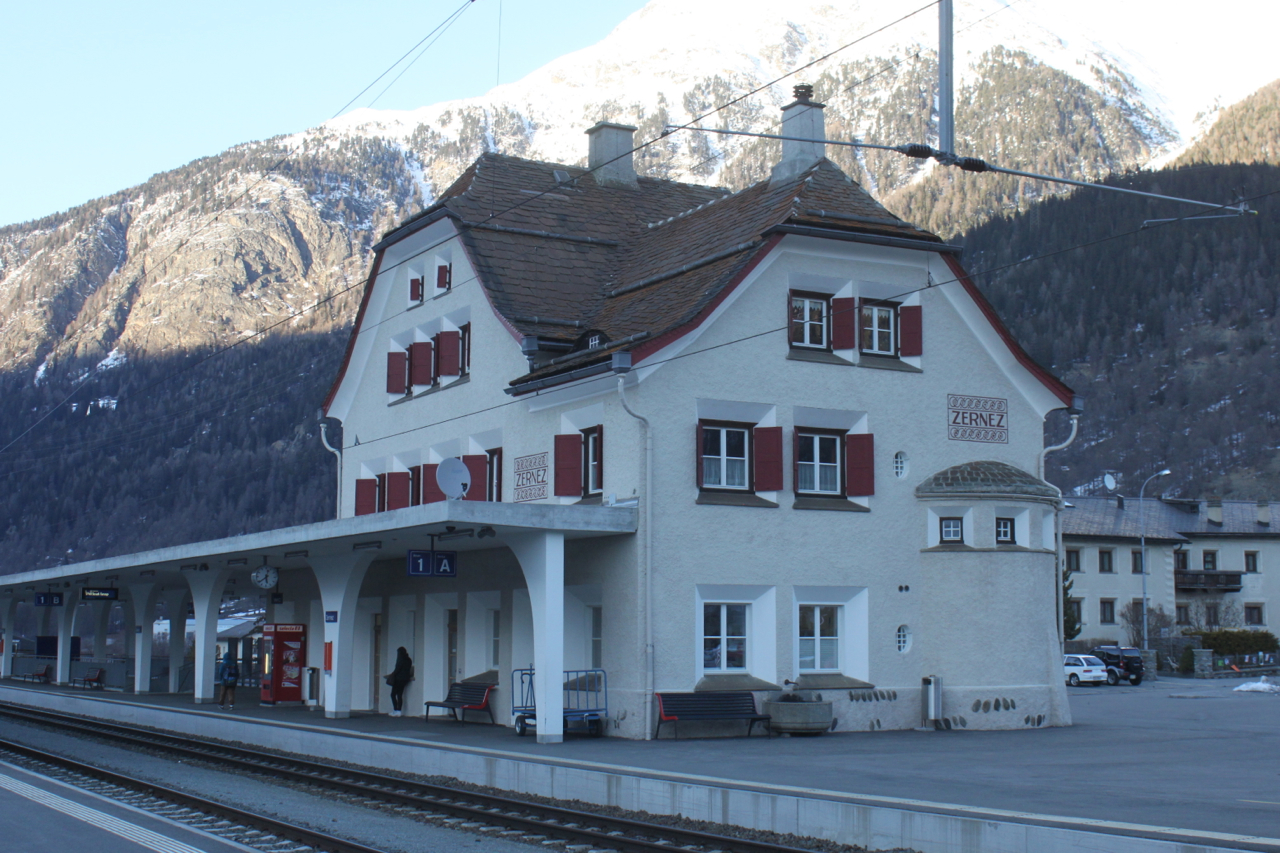
Вокзал Цернец

В 2010 и 2011 году вокзал Цернеца был полностью отремонтирован. Среди прочего, системы железнодорожной инфраструктуры были обновлены, платформы подняты, обеспечивая доступность инвалидам, установлена крыша над центром платформы, здание вокзала отремонтировано. Центр платформы соединён подземным переходом с зданием вокзала и перроном первого пути. Кроме того, был построен новый автовокзал, который позволяет улучшить пересадку с поезда на почтовый автобус. Аналогично, новый 40-тонный кран был установлен для улучшения грузовых перевозок и построен новый грузовой центр.

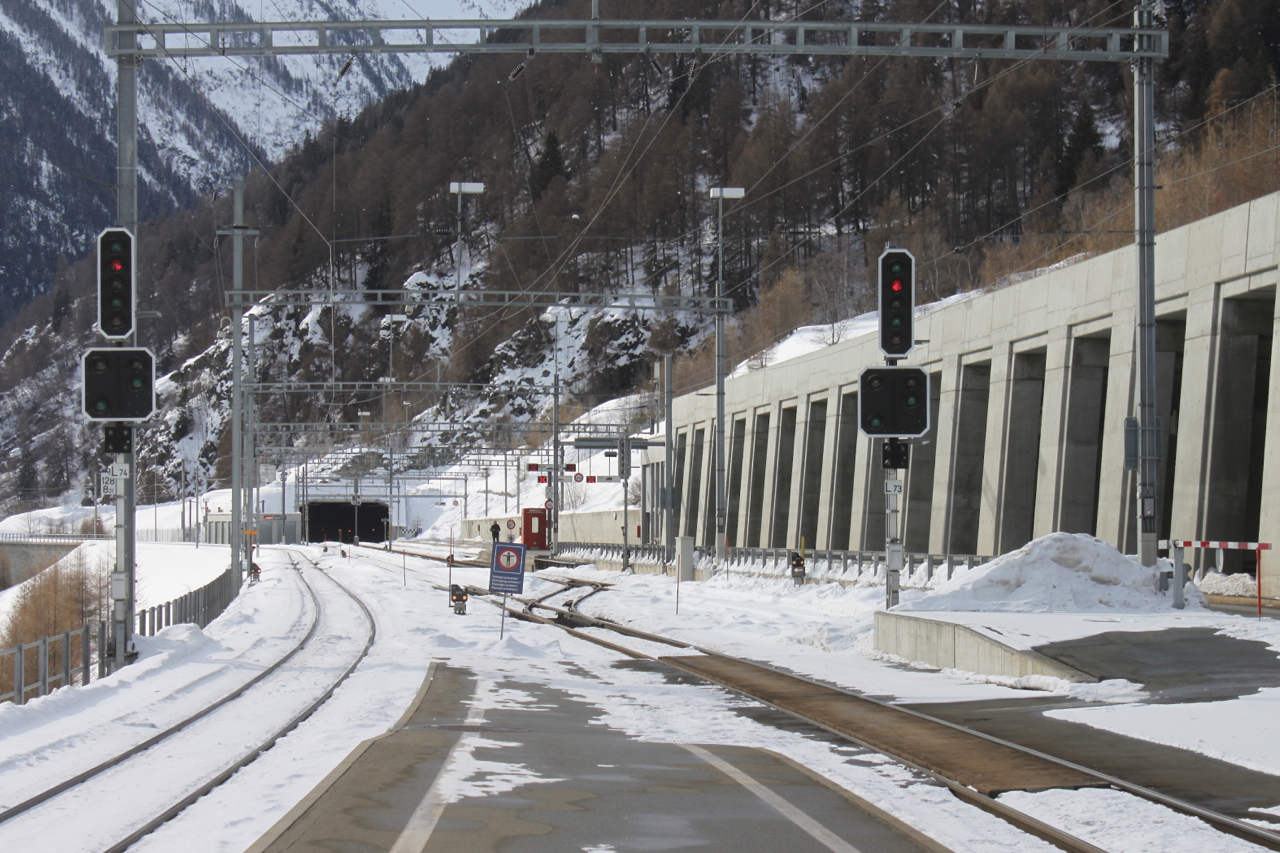
Вид на портал туннеля Vereina со станции Sagliains

### Sagliains
Станция расположена на высоте 1432 м, на выходе одноименной долины Val-Sagliains, между городами и станциями Суш и Лавин в Нижнем Энгадине. Она была построена на насыпи из породы, извлечённой при строительстве туннеля Vereina. Станция Sagliains была открыта одновременно с туннелем Vereina в ноябре 1999 года. Она имеет главную роль в перевозках автомобилей через туннель: оснащенная двумя путями с рампами для погрузки автомобилей, она имеет прямое подключение к главной дороге через автодорожный тоннель и крытую галерею, которая служит для ожидания транспортных средств и сбора оплаты. Кроме того, станция Sagliains также служит в качестве пересадочной станции между региональными поездами Скуоль-Тарасп — Понтрезина и региональными экспрессами Скуоль-Тарасп — Ландквард — Кур — Дисентис. На пересадочный перрон нет доступа извне.

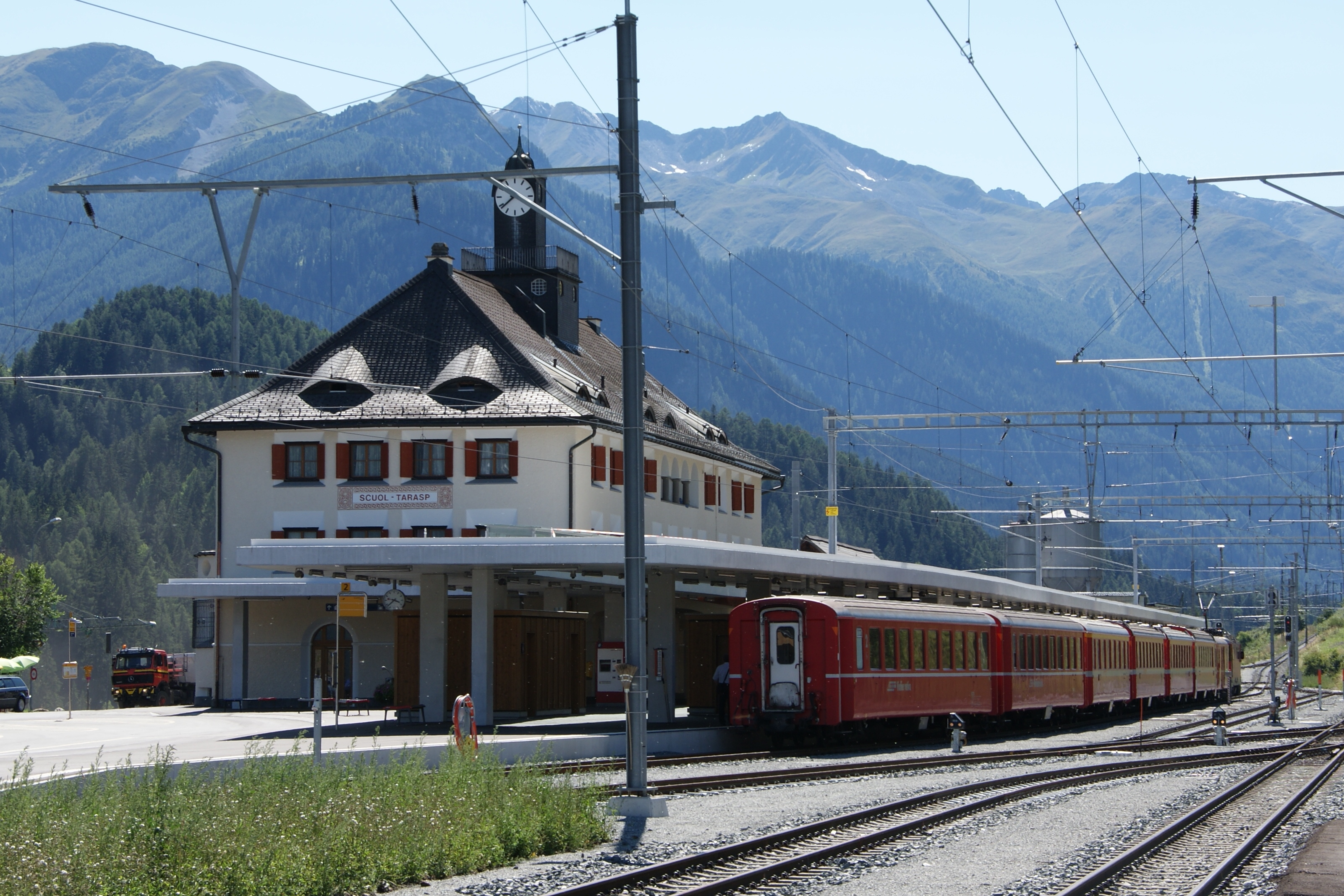
Скуоль-Тарасп

### Скуоль-Тарасп

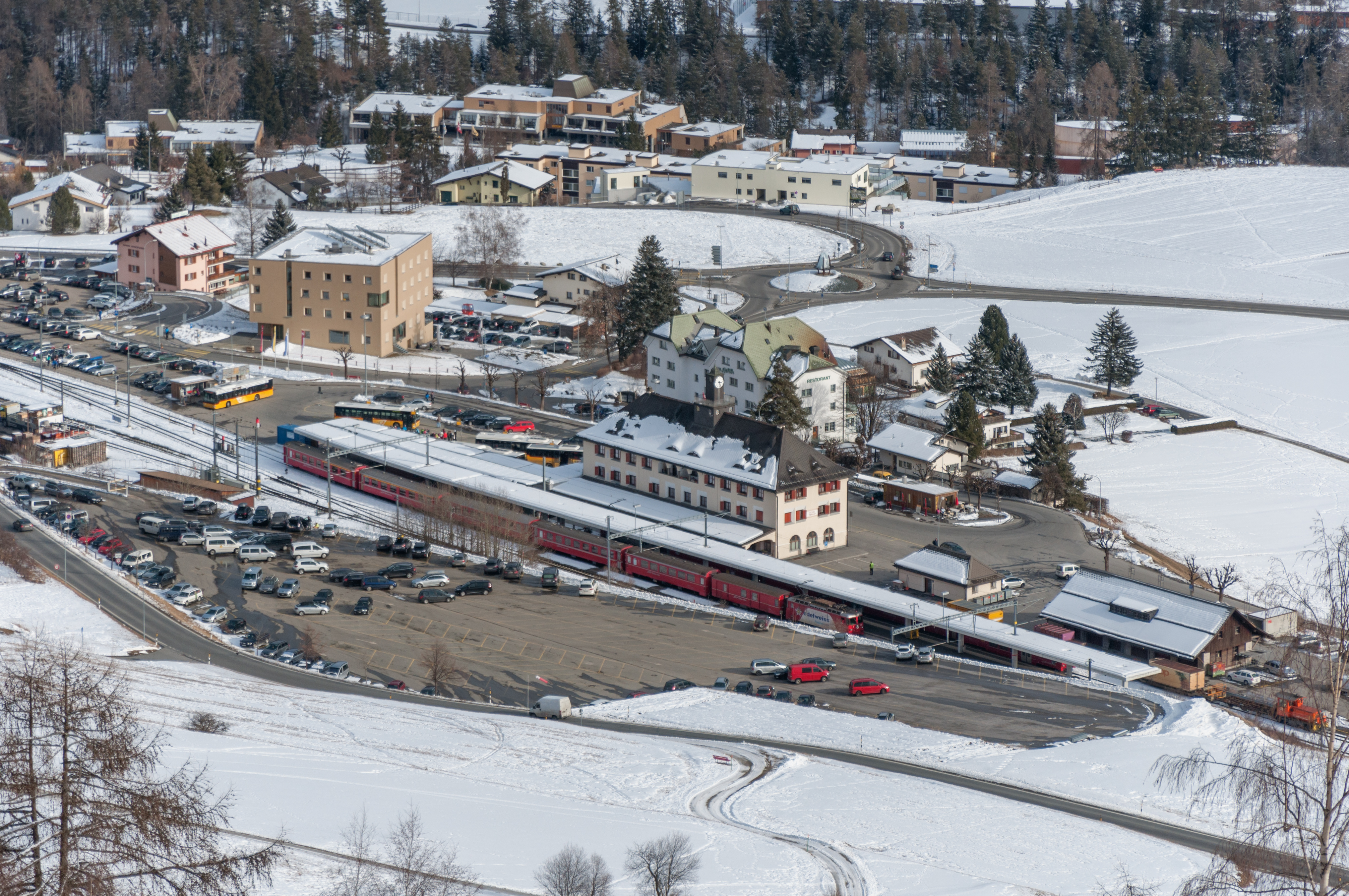
Скуоль-Тарасп

Железнодорожная станция Скуоль-Тарасп находится на западном выезде из города Скуоль на высоте 1287 м в Нижнем Энгадине. Получила своё название от соседней деревни Скуоль и, юго-западной, расположенной на правой стороне долины деревни Тарасп. Станция в 2009 году была полностью отреставрирована. С тех пор прямо в здании железнодорожного вокзала расположен автовокзал почтовых автобусов Нижнего Энгадина. Скуоль-Тарасп является конечной станцией для поезда Скуоль-Тарасп — Цернец — Самедан — Понтрезина и регионального экспресса Скуоль-Тарасп — Ландскварт — Кур — Дисентис. Непосредственно на вокзале начинаются регулярные автобусные линии на Фтан, Тарасп, Замнаун, Мартину, Сент, С-Шарль и Валь Синестра. Кроме того, местный автобус Скуоля останавливается на железнодорожной станции. Рядом со станцией, гондола начинается канатная дорога на Motta Naluns. Регулярные по будням ходят до пяти ежедневных грузовых поездов, следующих от Ландскварта.

## Перевозки

### Пассажирские

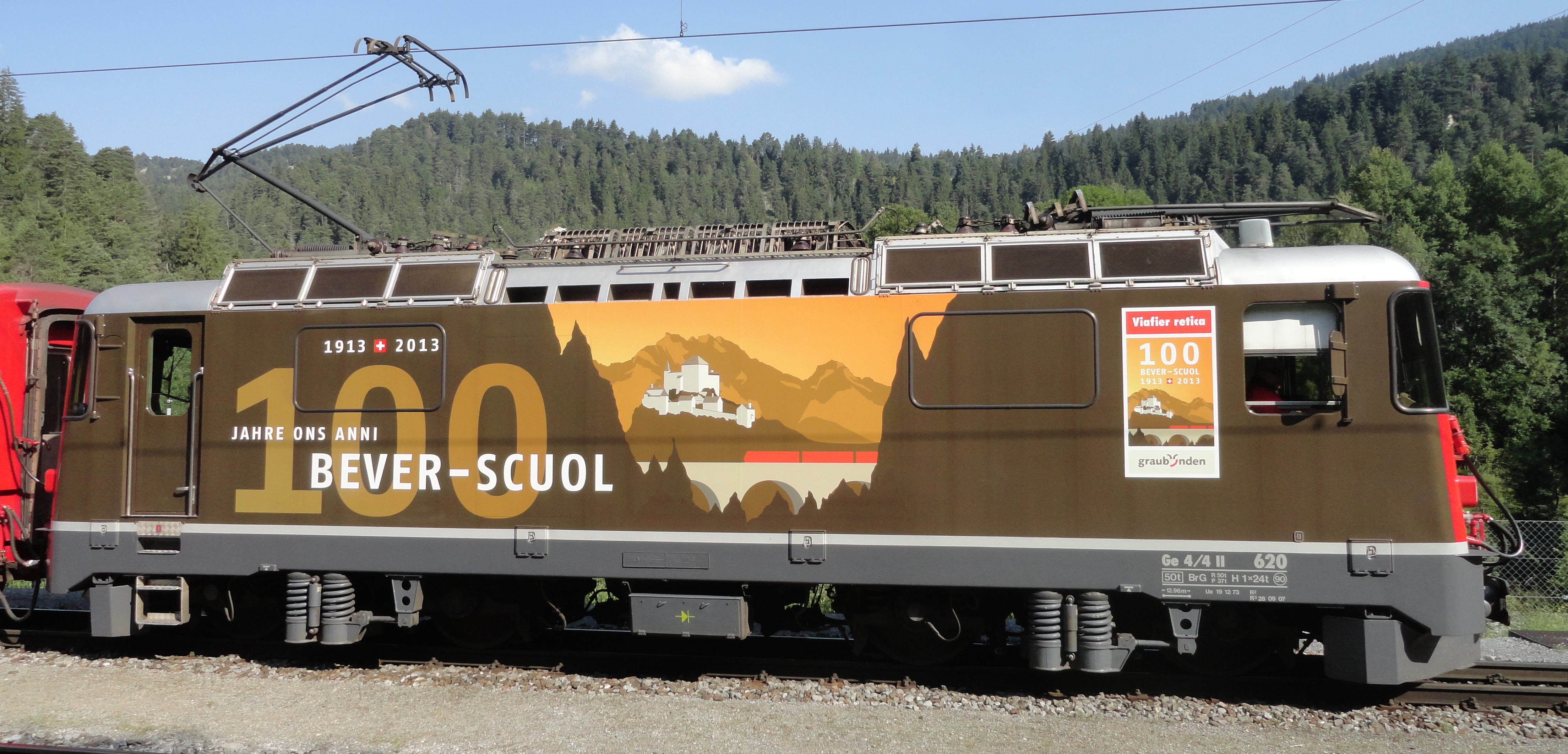
Юбилейный электровоз Ge 4/4 I

На линии Энгадин ходят почасовые региональные поезда Понтрезина — Самердан — Бивер — Цернец — Скуоль-Тарасп. Эти поезда почти всегда собраны из локомотива Ge 4/4 II, трёх вагонов EW I (1 — первого класса, 2 — второго), WS Velowagen для велосипедов (только летом) и головного вагона BDt Neva Retica. На участке Sagliains — Скуоль-Тарасп также работает ежечасный региональный экспресс Дисентис — Кур — Ландскварт — Скуоль-Тарасп. Он, как правило, состоит из Ge 4/4 II, одного EW II или IV EW 1-го класса и нескольких 2-го класса. На участке между Vereina (туннель Sasslatsch) и Бевером также работает, обычно утром и вечером, так называемый Энгадин-Star. Он служит быстрой связью Нижнего Граубюндена с Энгадином.

### Грузовые
Грузовые перевозки также играет важную и значительную роль на всей линии Энгадин. Регулярно по будням несколько грузовых поездов до Скуоль-Тарасп и почти каждый 2 часа работает грузовой поезд из Ландкварта в Самедан и Цернец. Так как с 1999 года по маршруту Vereina от Цернеца можно доехать до Ландскварта быстрее, чем через линию Альбула, многие грузовые поезда теперь идут через туннель Vereina.

## Проект Подключение к Южному Тиролю (Италия)
Старая, начала XX века, идея горной железной дороги, из Энгадинав долину Финшгау в Южном Тироле с пересадкой на железную дорогу Финшгау была вновь поднята в 2005 году. В рамках финансируемого ЕС проекта Interreg несколько возможных трасс были разработаны и исследованы более подробно. На встрече в 2013 году были представлены результаты исследований; необходимые суммы инвестиций, по оценкам в зависимости от выбранного маршрута около одного миллиарда евро. .

## Изображения

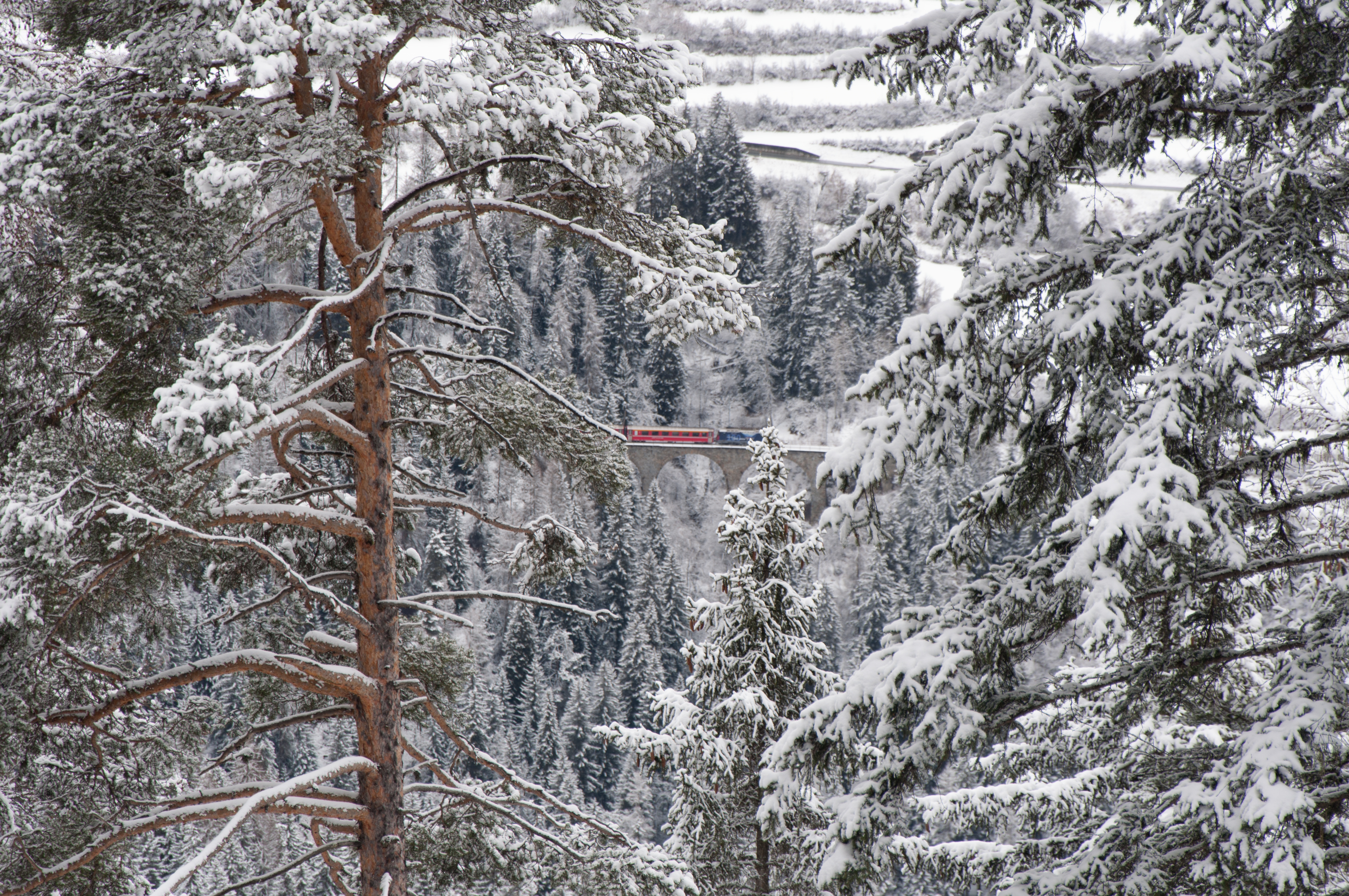
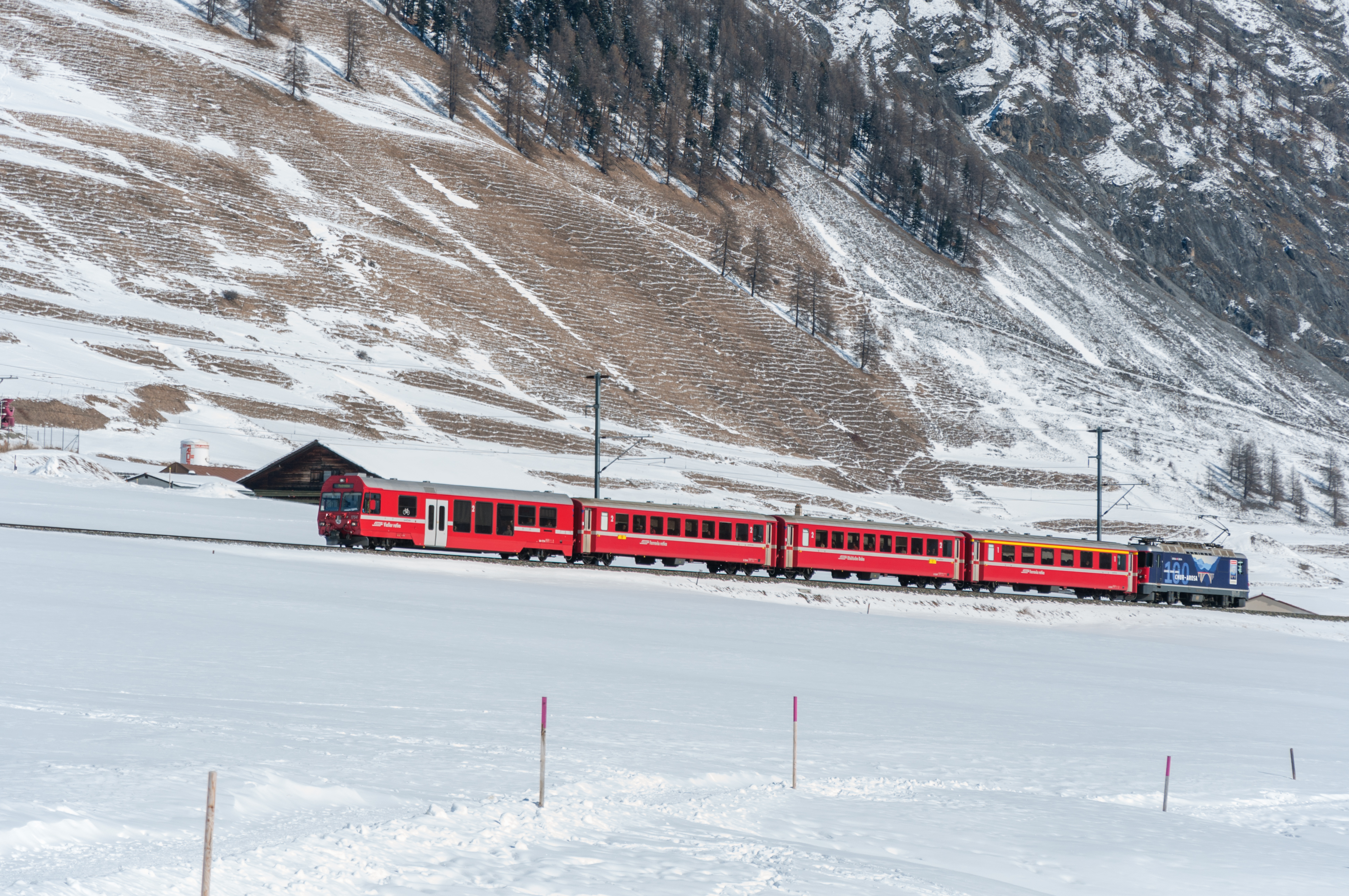
поезд около Цуоц
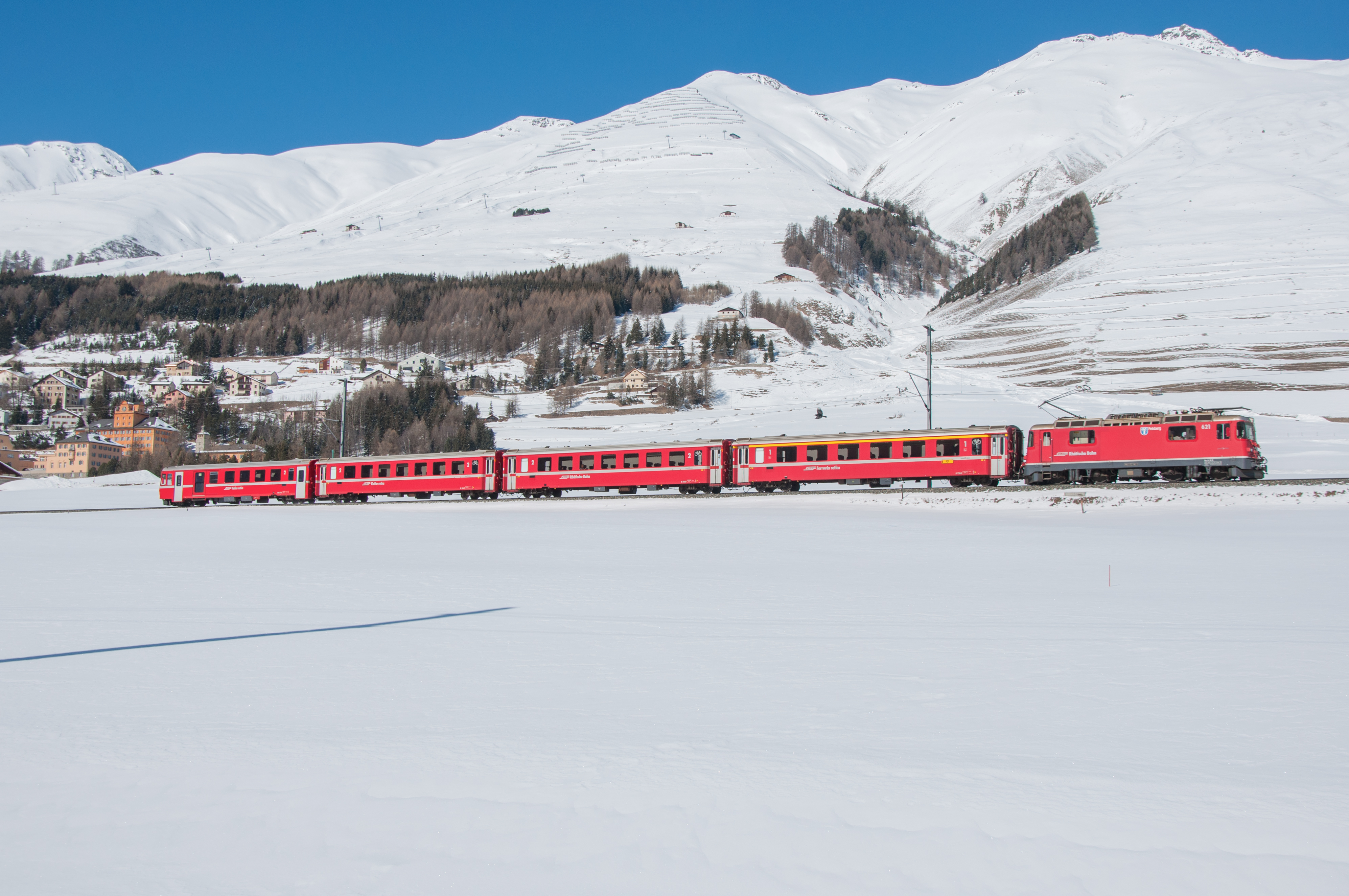
Цуоц
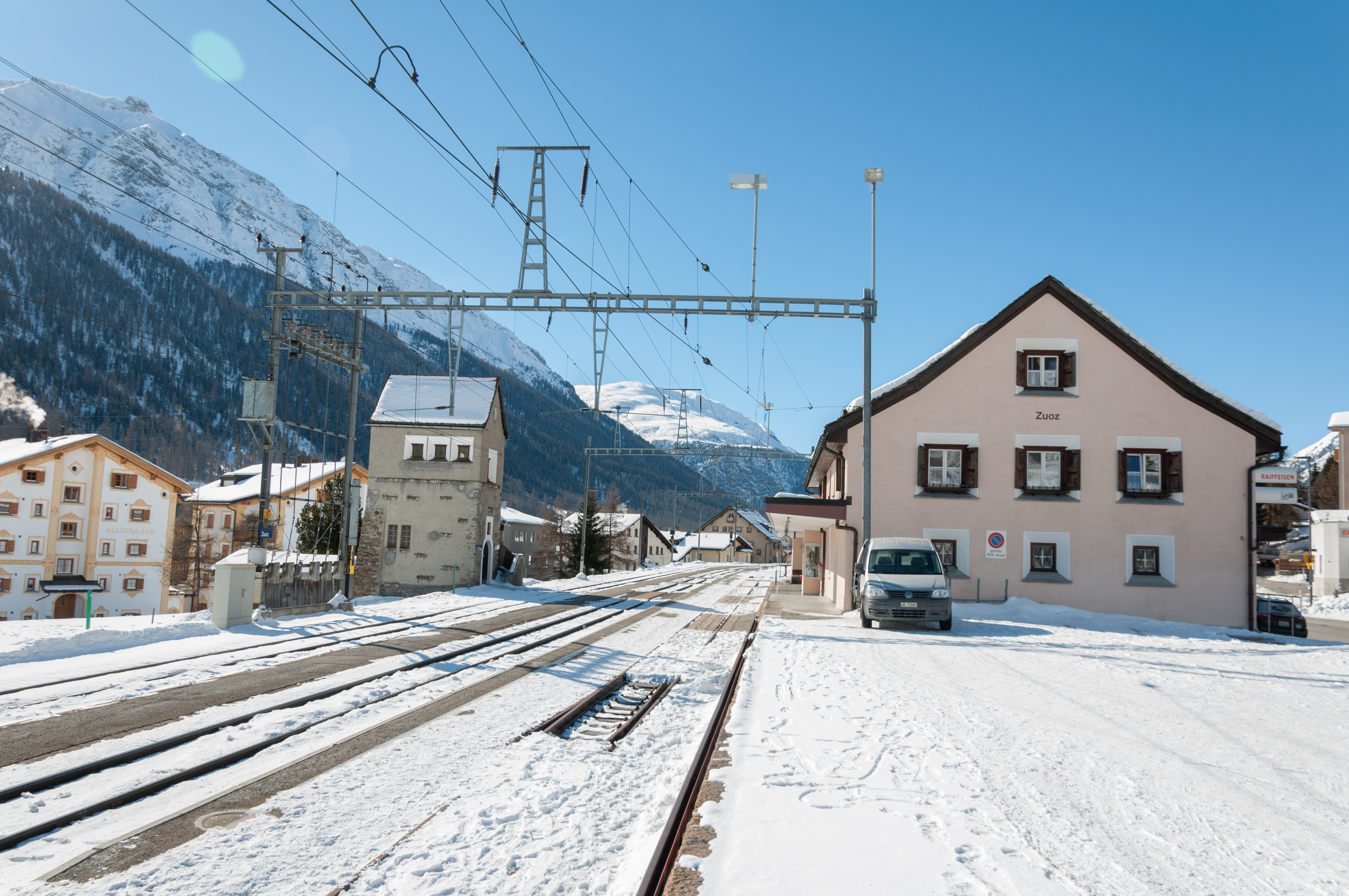
Вокзал Цуоц зимой
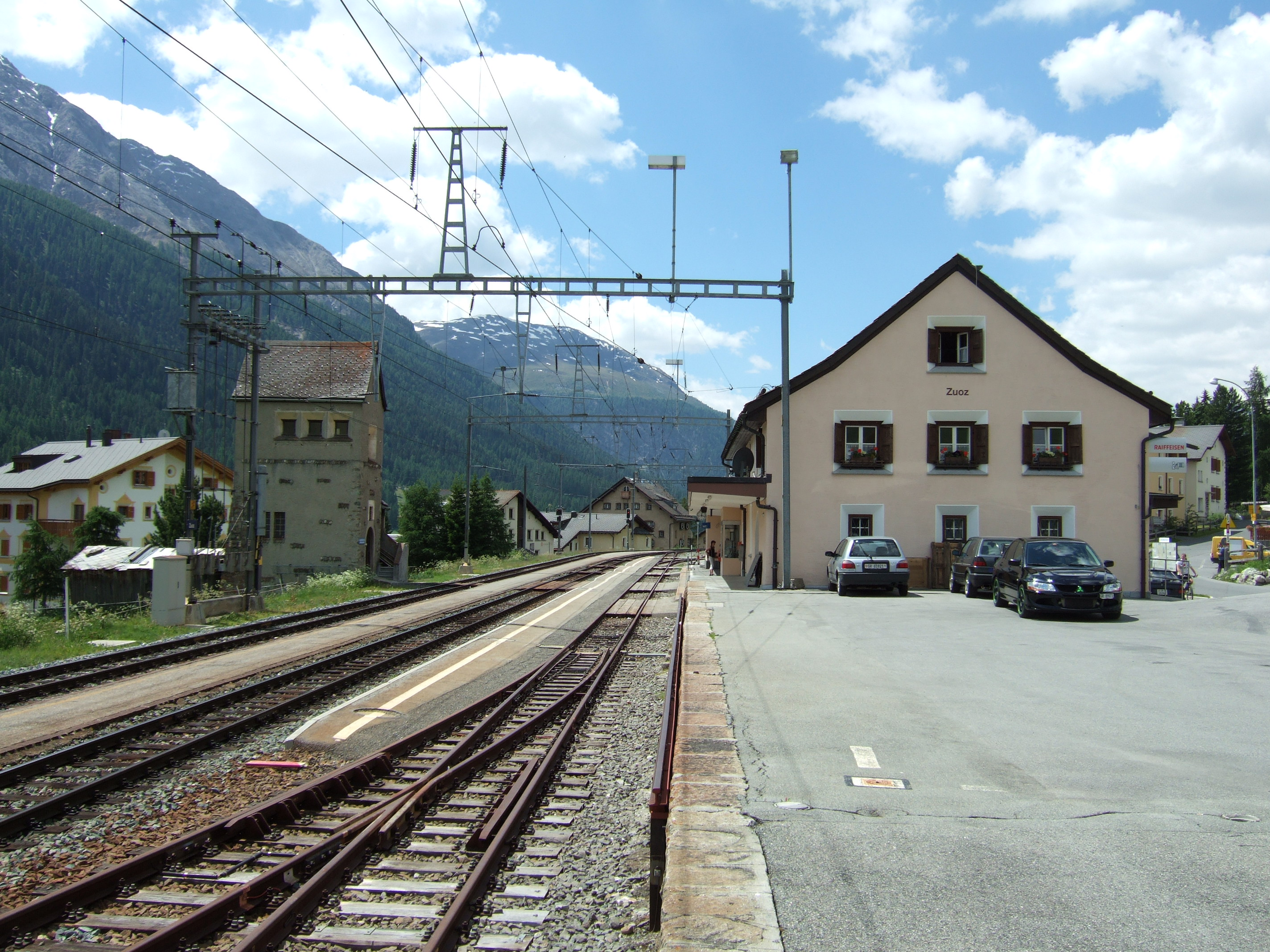
Вокзал Цуоц летом
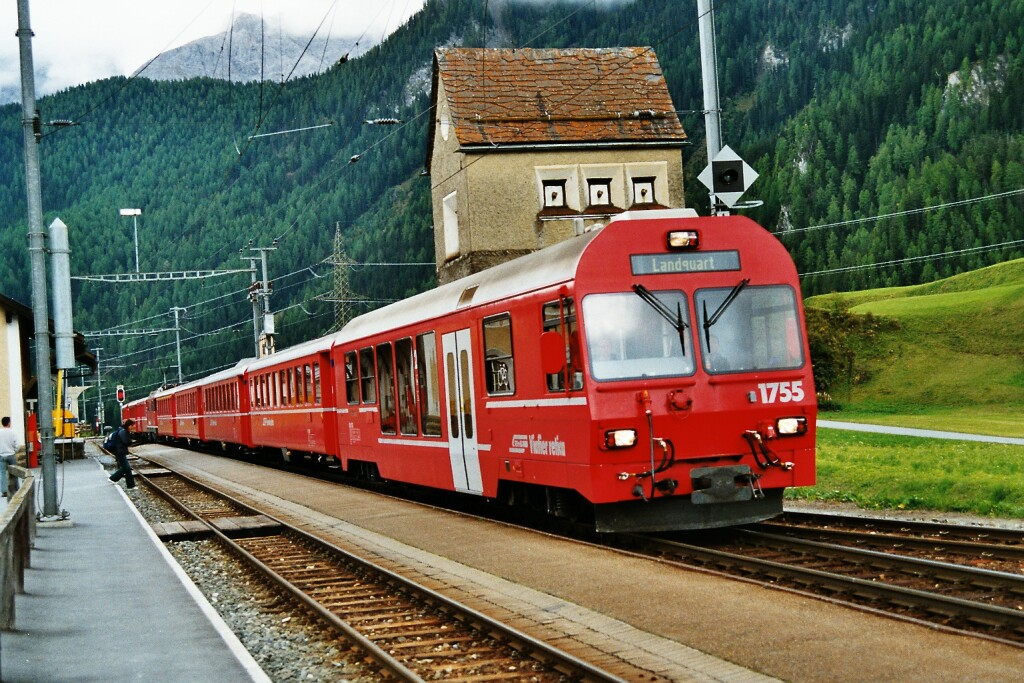
Ардец.
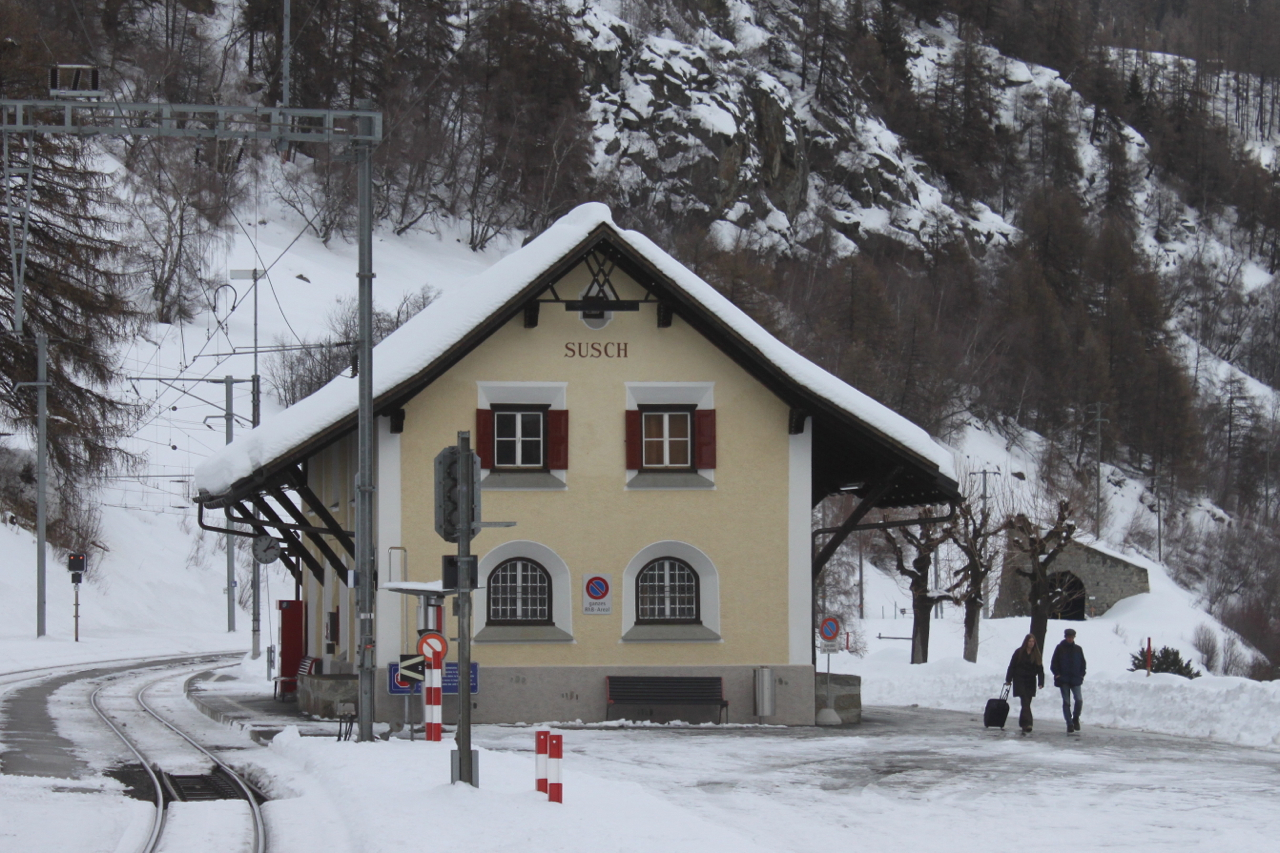
Суш
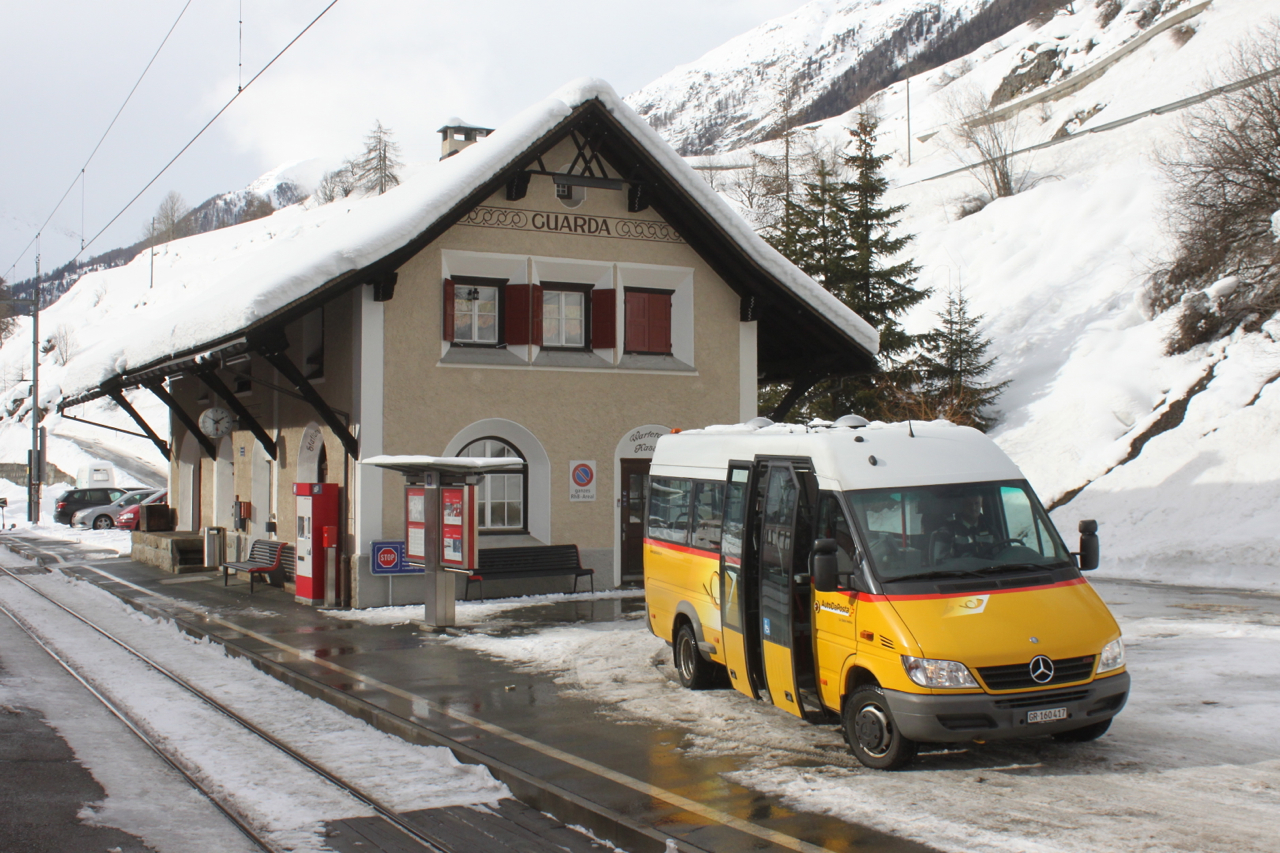
Почтовый автобус на станции Гуарда
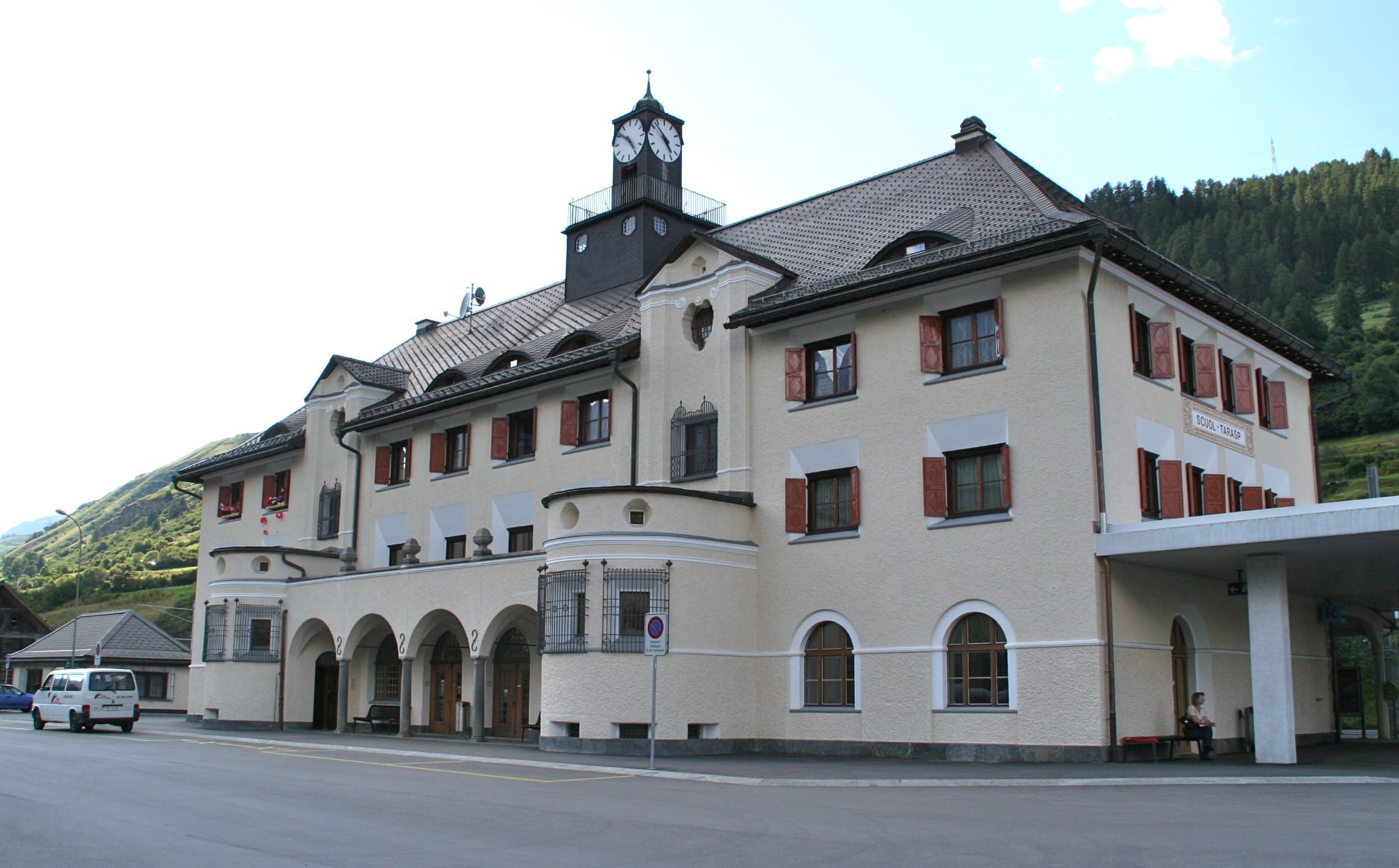
Вокзал Скуоль-Тараспа.
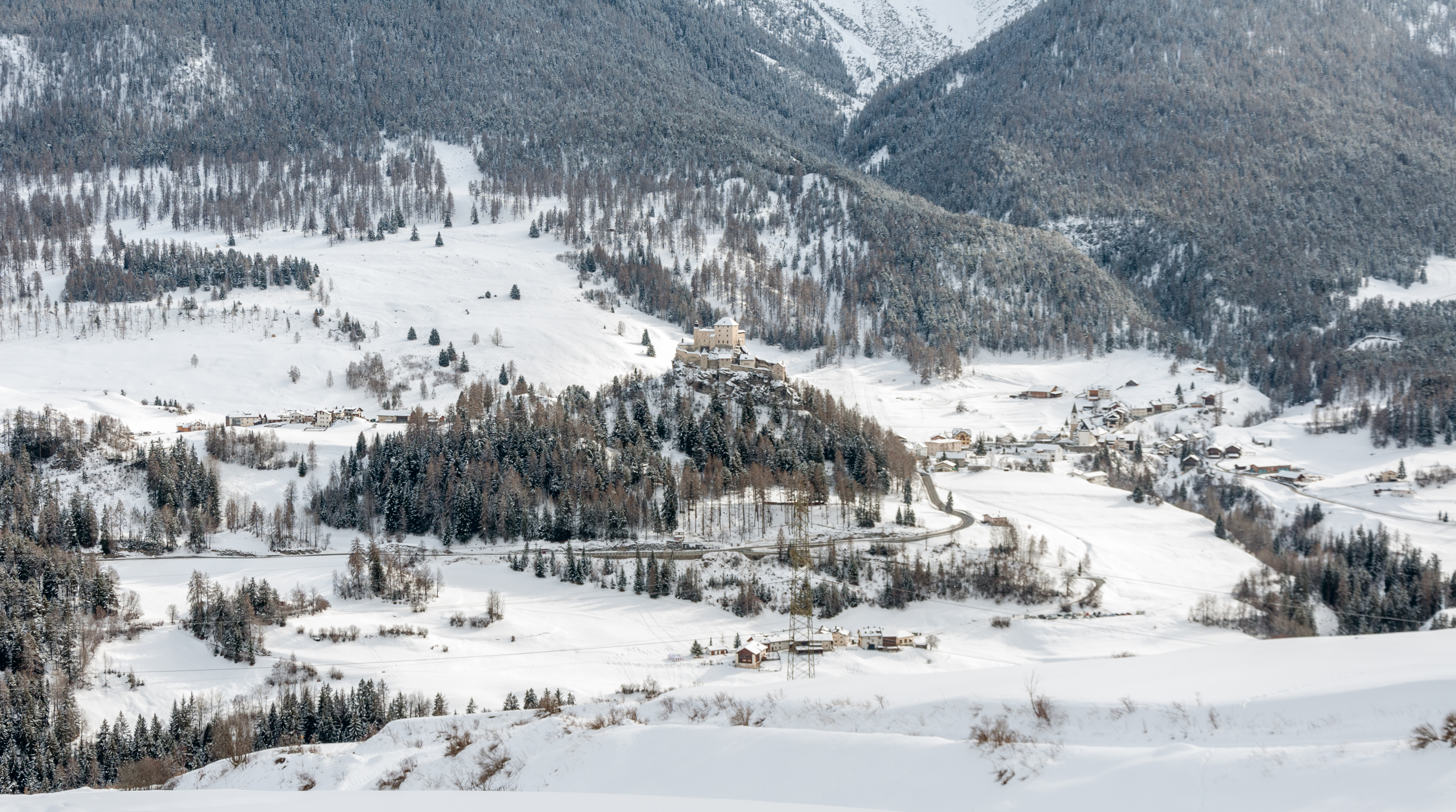
Вид на замок Тарасп со стороны железной дороги
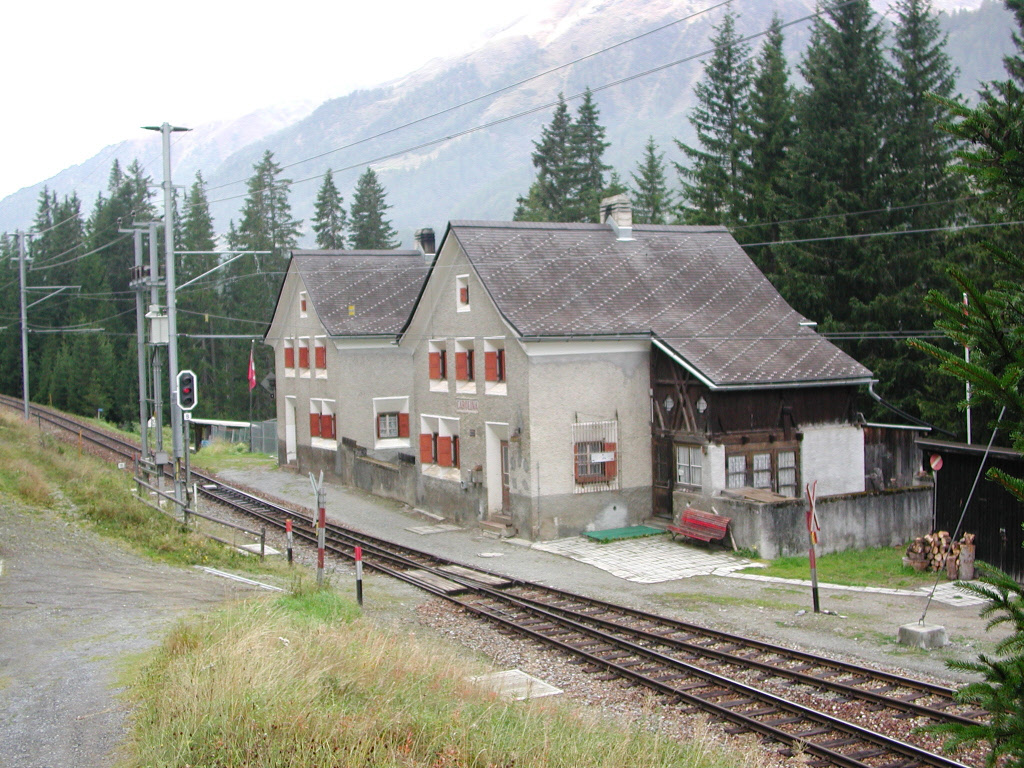
Станция Каролина
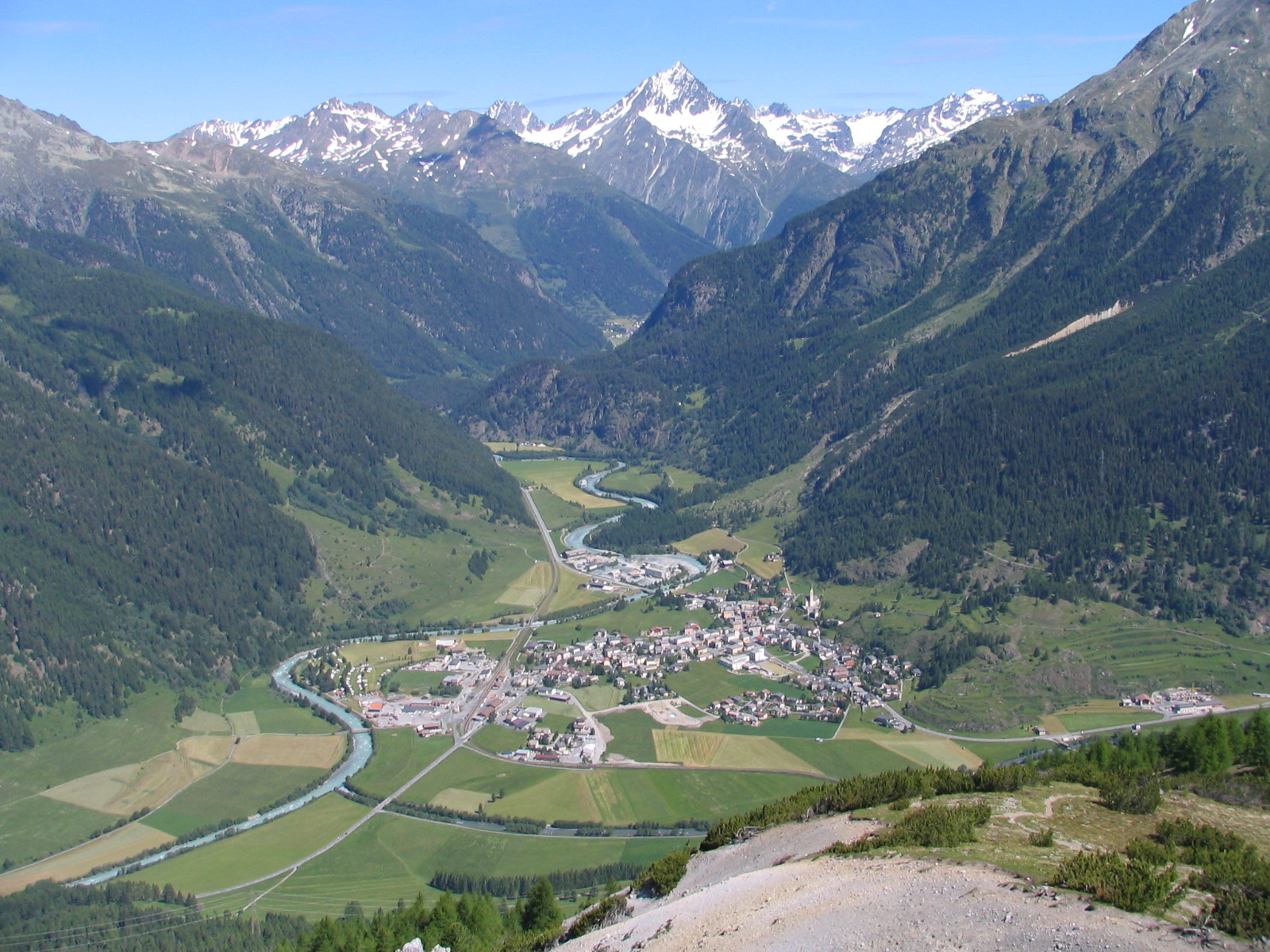
Цернец
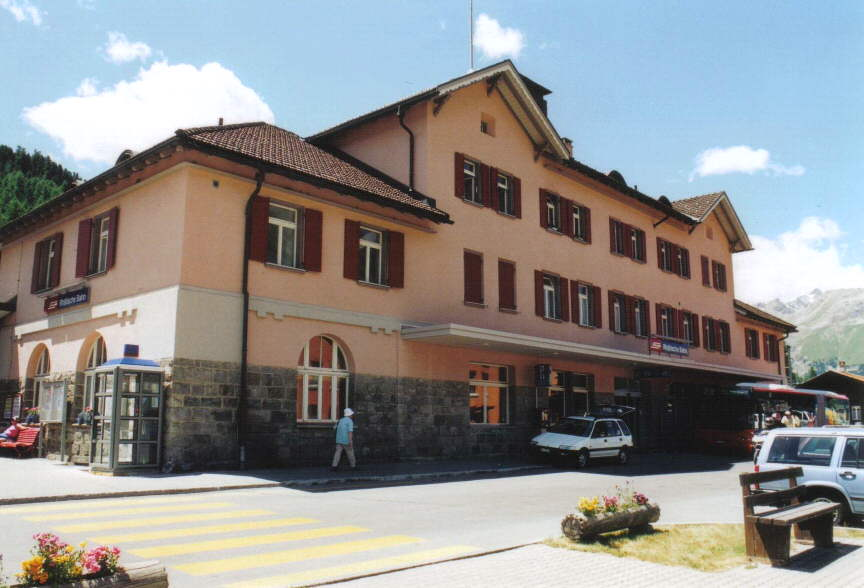
Вокзал Понтрезина
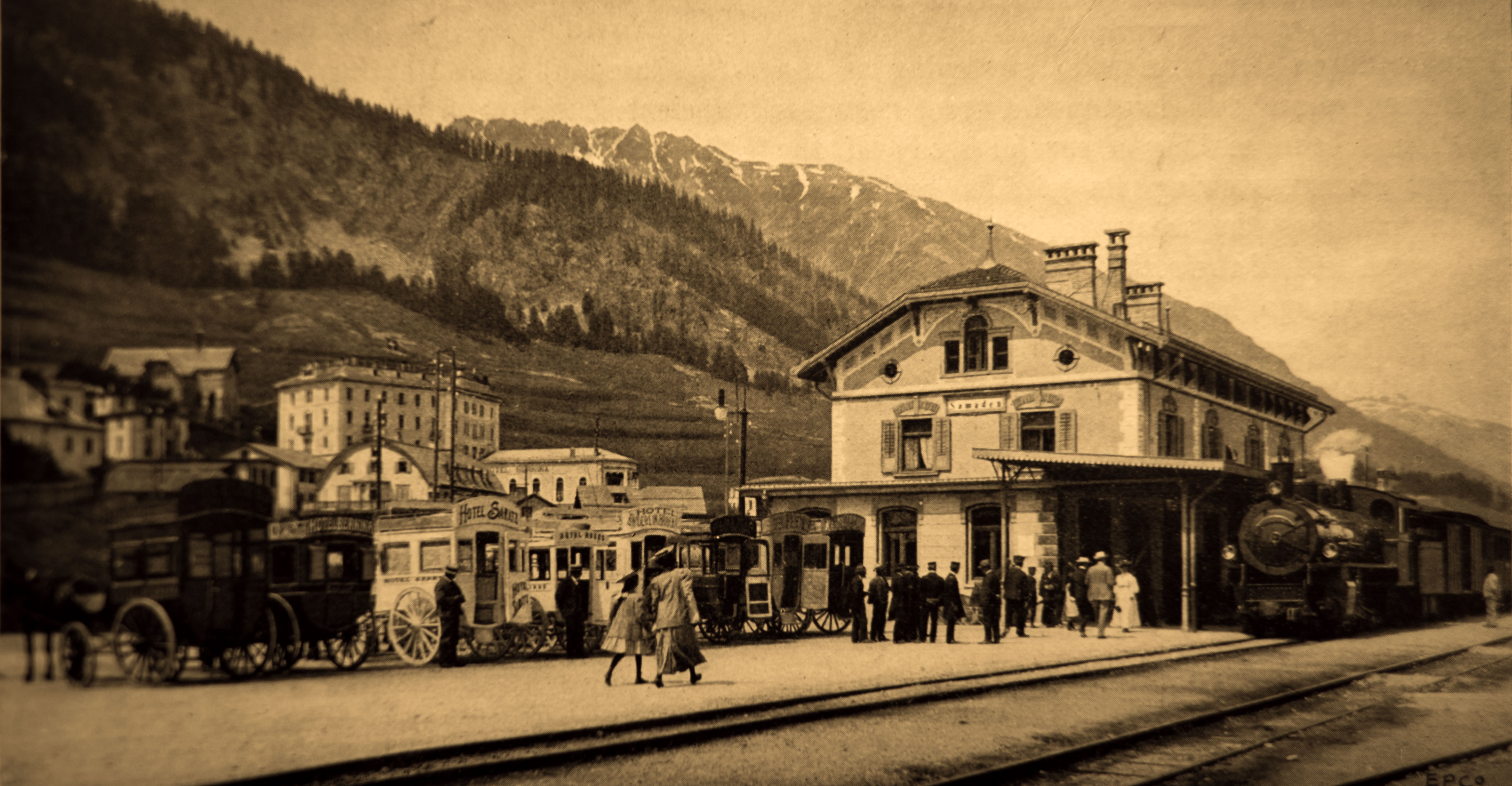
Вокзал Самедана в 1907
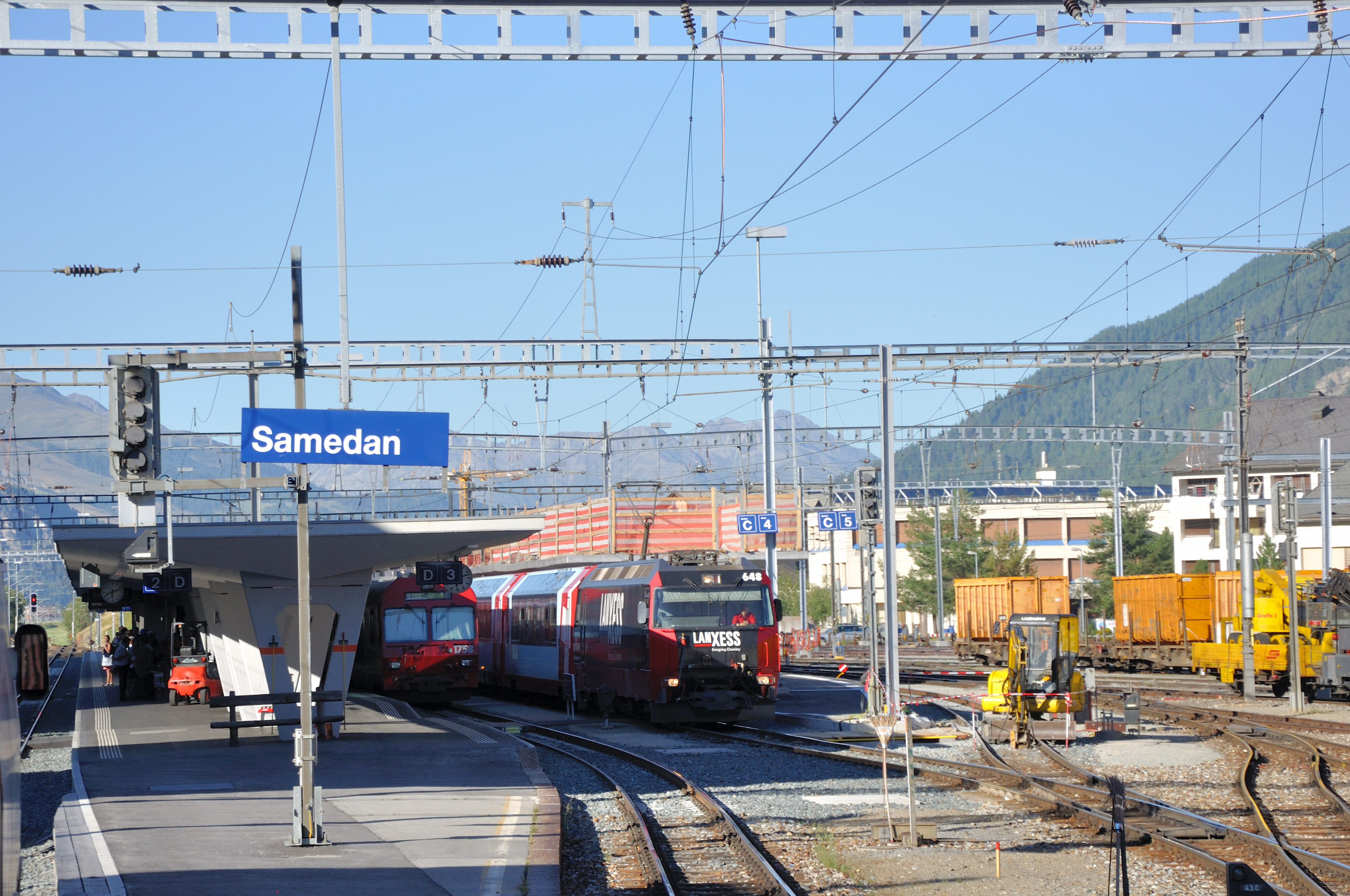
Самедан
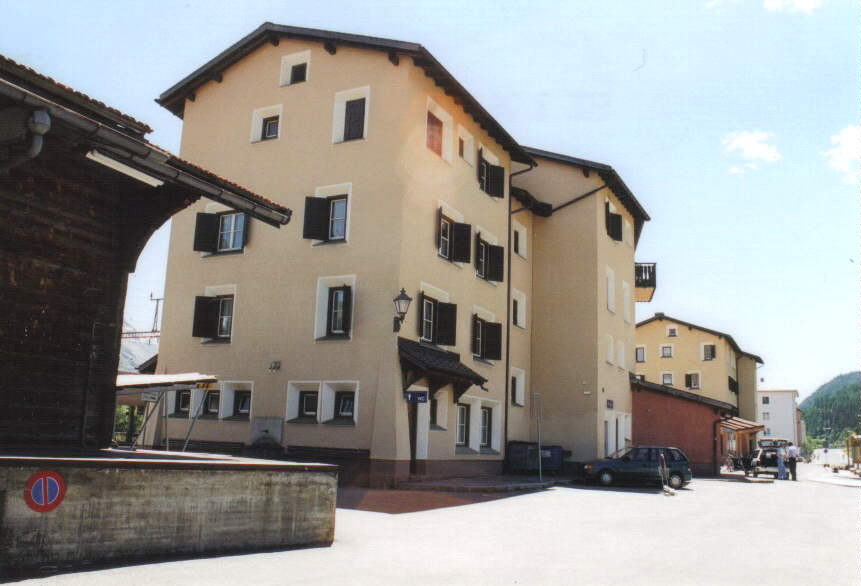
Самедан